# Addison Brown

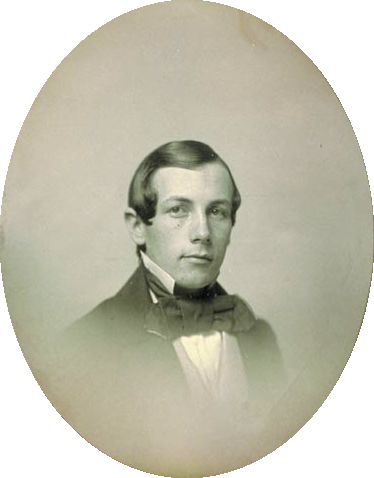
Addison Brown, por Whipple, 1852.

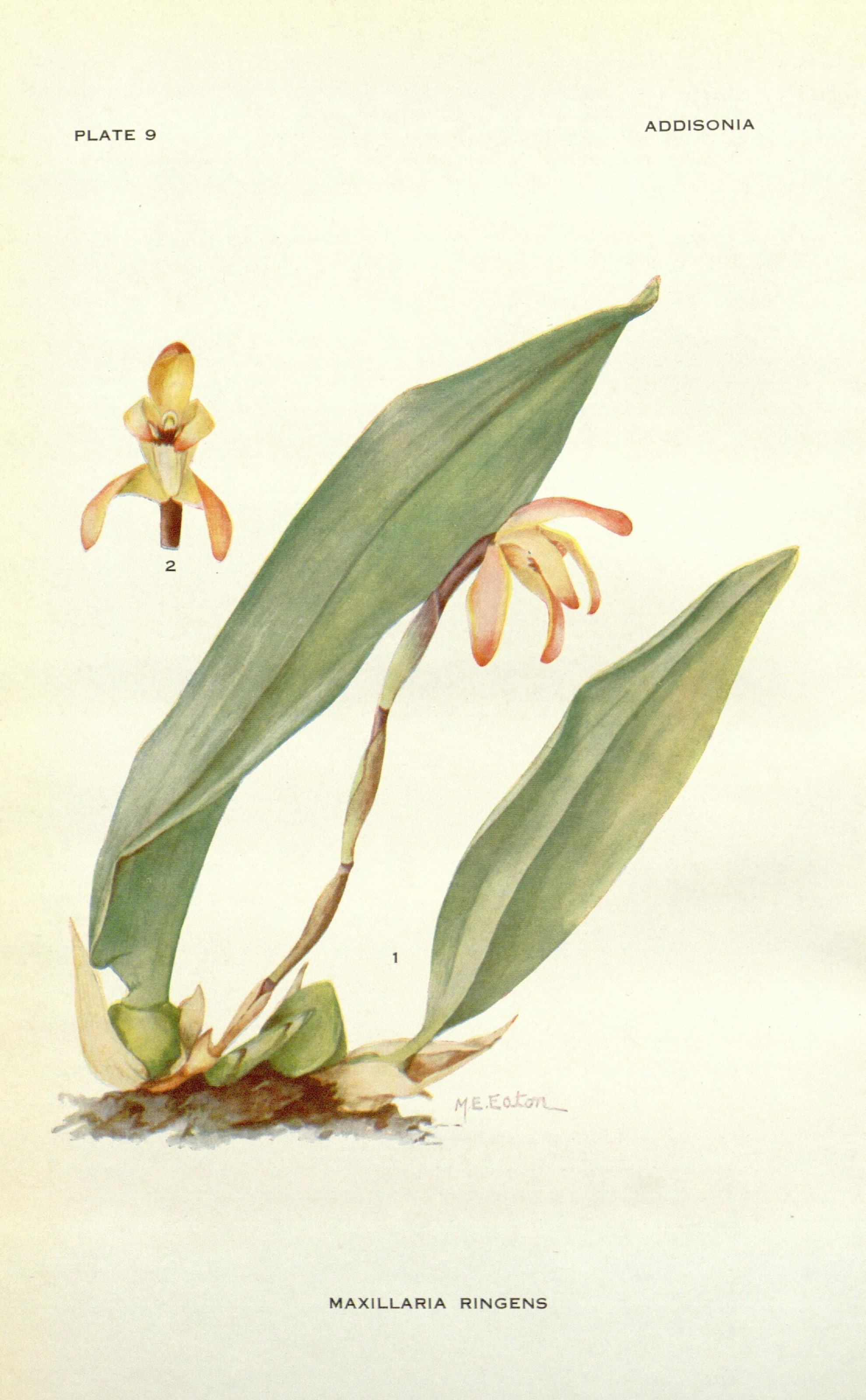
Ilustração botânica publicada no jornal Addisonia.

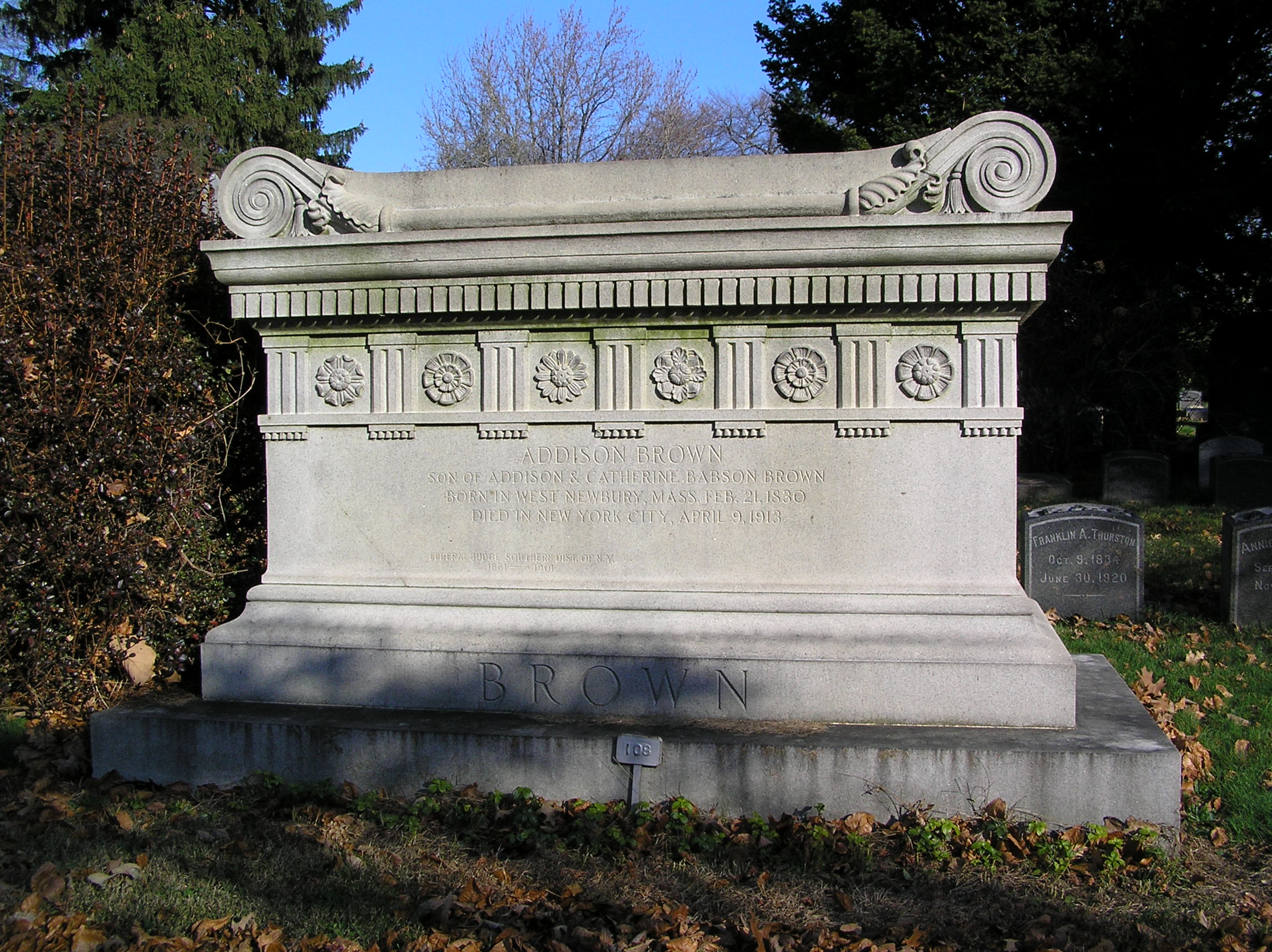
O sarcófago de Addison Brown no Woodlawn Cemetery.

Addison C. Brown ( West Newbury, Massachusetts, 21 de fevereiro de 1830 — Manhattan, 9 de abril de 1913) foi um juiz distrital dos Estados Unidos do Tribunal Distrital dos Estados Unidos para o Distrito Sul de Nova Iorque (United States District Court for the Southern District of New York), que se destacou como botânico e sério astrónomo amador.

## Biografia
Addison Brown nasceu a 21 de fevereiro de 1830, em West Newbury, Massachusetts, o mais velho de cinco filhos de Addison Brown Sr., um sapateiro, e Catherine Babson Griffin, ambos descendentes dos primeiros colonos peregrinos de Massachusetts. Frequentou a escola de uma só sala de West Newbury até esgotar as suas ofertas, aos 12 anos de idade. Em 1843, iniciou estudos mais avançados em áreas como o latim, a física, a álgebra e a filosofia.
Os anos formativos
Em 1848, Brown entrou para o Amherst College, tencionando desde o início transferir-se para a Harvard University no seu segundo ano. Enquanto esteve em Harvard, Brown ganhava algum dinheiro como organista da faculdade e, sem grande gosto, passou alguns meses de verão como professor numa escola da aldeia. Brown fez amizade e partilhou o alojamento com o seu colega de Harvard Horatio Alger e contou com Ephraim Whitman Gurney (que se tornou professor de filosofia e história e reitor da Universidade de Harvard) como o seu melhor amigo de faculdade.
Brown recebeu o grau de Artium Baccalaureus em 1852 pela Universidade de Harvard, ficando classificado em segundo lugar na sua classe. Joseph Hodges Choate, que se tornou advogado e diplomata, foi classificado em terceiro lugar. O irmão de Joseph, William Gardner Choate, que precedeu Brown no Tribunal Distrital dos Estados Unidos para o Distrito Sul de Nova Iorque, foi o primeiro classificado da classe. George B. Adams, o sucessor de Brown no tribunal, também era membro da classe de 1852.
Para recuperar a saúde após anos dedicados ao estudo, Brown passou o verão de 1852 a trabalhar a bordo de um barco de pesca, partindo de Gloucester, Massachusetts, para Prince Edward Island.
Nas suas Notas Autobiográficas (Autobiographical Notes), Brown escreveu que um bacharel nas suas circunstâncias tinha três opções de carreira: o clero, a medicina ou a advocacia. Como não sabia nada sobre a lei, ou sobre advogados pessoalmente, (...) e não gostava da vida de um médico, e, depois de refletir, considerou-se inadequado para o clero. Só restava a lei.
Ao saber que poderia economizar quase metade do custo de um diploma da Harvard Law School trabalhando e estudando num escritório de advocacia durante um ano, Brown voltou para a sua vila natal, passando a trabalhar no escritório de advocacia de John James Marsh. Brown entrou na Faculdade de Direito de Harvard em 1853, obtendo um grau de Bachelor of Laws em finais de 1854.
O início da carreira profissional
Munido de apresentações de um professor de Harvard, em dezembro de 1854 Brown chegou à cidade de New York, New York, cuja comunidade empresarial em expansão Brown considerou mais promissora do que as oportunidades na sua pequena cidade natal, a nordeste de Massachusetts. Começou a trabalhar como escriturário para a firma de Brown (sem relação), Hall (então presidente da câmara de Nova Iorque) e Vanderpoel. Lá conheceu outros advogados, aprendeu sobre a prática da advocacia e estudou para o exame da Ordem dos Advogados de Nova York, no qual foi aprovado em fevereiro de 1855.
Nesse ano, começou a desenvolver uma pequena carteira de clientes próprios e complementou o seu rendimento com trabalho como organista e diretor de coro na Igreja Episcopal de Newton, em Long Island.
Brown começou a trabalhar por conta própria e depois, em 1856, associou-se a Nelson Smith. Em 1857, associou-se a Edwin E. Bogardus, que tinha uma prática jurídica estabelecida e variada, para formar a firma de Bogardus & Brown. Essa firma prosperou até à sua dissolução em maio de 1864, quando Brown formou a Stanley, Langdell & Brown com amigos de longa data. Permaneceu nessa sociedade (mais tarde designada Stanley, Brown & Clarke quando Christopher Columbus Langdell saiu para se tornar reitor da Faculdade de Direito de Harvard) até à sua nomeação judicial em 1881.
Brown declarou que, ao decidir o caminho a seguir depois da faculdade, achou que uma carreira comercial não era do seu agrado, na medida em que não tinha interesse em mera riqueza ou numa vida de fazer dinheiro." No entanto, participou em empreendimentos comerciais e acumulou uma riqueza considerável. No final da década de 1850, começou a investir e a fazer trabalho jurídico em transacções imobiliárias, nas quais grandes áreas de terreno nos limites do desenvolvimento da cidade de Nova Iorque eram subdivididas e vendidas com lucros consideráveis.
O seu sucesso foi tal que indivíduos prósperos da cidade natal de Brown, West Newbury, e das áreas circundantes confiaram-lhe o investimento dos seus fundos, proporcionando aos investidores um rendimento de 7% e a Brown quaisquer montantes acima desse valor. Isto permitiu-lhe envolver-se em mais empreendimentos imobiliários. Brown declarou: A gestão de fundos consideráveis dessa forma durante muitos anos não só me trouxe ganhos consideráveis para além da minha atividade jurídica propriamente dita, como também me deu muito crédito como pessoa responsável e atraiu clientes no ramo da construção, aumentando assim muito as minhas próprias contribuições para a nossa prática estritamente jurídica.
O ingresso na magistratura judicial
Brown recebeu uma nomeação em vacatura (recess appointment) do Presidente James A. Garfield em 2 de junho de 1881, para um lugar no Tribunal Distrital dos Estados Unidos para o Distrito Sul de Nova Iorque. Em 12 de outubro de 1881, o Presidente Chester A. Arthur nomeou-o para o mesmo cargo. A confirmação de Brown pelo Senado dos Estados Unidos teve lugar em 14 de outubro de 1881 e recebeu a nomeação no mesmo dia.
Brown tinha-se tornado membro do seu clube local do Partido Republicano (Estados Unidos) no final da década de 1850 e manteve-se ativo na política republicana, embora não tenha procurado nem obtido um cargo político antes de ser juiz.
Os 20 anos de magistratura de Brown foram descritos como prolíficos e distintos. Foi-lhe atribuído o mérito de ter escrito entre 1600 a mais de 2000 decisões, muitas das quais relativas ao direito do mar, à falência e à extradição. O seu caso mais famoso envolveu as acusações de difamação contra o jornalista Charles Anderson Dana apresentadas pela administração de Ulysses S. Grant. Brown recusou-se a extraditar Dana de Nova Iorque para Washington, D.C., sustentando que, para que a extradição possa ter lugar, é necessário demonstrar a existência de uma infração e seguir os procedimentos legais.
Devido a deficiências físicas, Brown demitiu-se do tribunal em 1901. O The New York Times declarou, aquando da sua reforma, que Brown era considerado como um dos juízes mais trabalhadores e meticulosos do tribunal. No ano seguinte à sua reforma, Harvard homenageou-o com um LL.D. honorário.
Botânica e astronomia
Os relatos dos jornais consideravam Brown não só um grande jurista, mas também um grande cientista, com conhecimentos de botânica e, em menor grau, de astronomia. Os obituários referem a sua versatilidade e comparam-no ao poeta e médico polímata Oliver Wendell Holmes Sr.. As fontes modernas também reconhecem a sua vasta gama de actividades e realizações.
Em 1875, Brown juntou-se à Torrey Botanical Society da Columbia College em Nova Iorque e foi um membro ativo durante muitos anos, servindo como presidente de 1893 a 1905. Como presidente do clube, Brown fez parte do Comité do Jardim Botânico e tornou-se um dos principais fundadores do Jardim Botânico de Nova Iorque.
Brown referiu o seu papel na fundação do Jardim Botânico como o seu serviço público mais significativo, para além do seu trabalho na magistratura. Redigiu os estatutos da organização em 1891 e, nesse ano, doou os 25 000 dólares iniciais (que mais tarde considerou bastante desproporcionado em relação aos meus meios na altura) para os 250 000 dólares de capital de arranque privado exigidos de acordo pela autorização da legislatura de Nova Iorque para as contribuições municipais.
Brown viajou para recolher espécimes botânicos, manteve uma extensa biblioteca botânica, escreveu muitas notas para as publicações do Torrey Botanical Club e publicou as seguintes obras:
- Illustrated Flora of the Northern United States and Canada (3volumes, 1896–98; nova edição, 1913 — em colaboração com Nathaniel L. Britton)
- The Elgin Botanical Garden and its Relation to Columbia College and the New Hampshire Grants (1908)

Aos 81 anos de idade, Brown começou a trabalhar numa edição revista e alargada da Illustrated Flora, que continha mais de 2 000 páginas e cerca de 5 000 ilustrações. Com o seu coautor Nathaniel L. Britton, trabalhou nesta edição durante o resto da sua vida, mesmo quando a sua saúde já estava a faltar. Brown morreu quatro dias após o envio das primeiras cópias encadernadas.
Aquando da sua morte, o maior legado de Brown, constituído por 200 acções preferenciais da United States Steel no valor de 21 750 dólares em 1913, foi para o Jardim Botânico de Nova Iorque poder financiar uma revista botânica. O periódico deveria ter o nome de Brown e conter placas coloridas ilustrando plantas dos Estados Unidos e seus territórios. Esta publicação, denominada Addisonia, foi publicada entre 1916 e 1964.
Brown era também um empenhado astrónomo amador. Foi membro fundador da secção de astronomia da Academia de Ciências de Nova Iorque. As observações de Brown do eclipse solar de 29 de julho de 1878, feitas no cimo de uma montanha do Colorado, foram incluídas num relatório do United States Naval Observatory.
Vida pessoal e falecimento
Brown conheceu a sua primeira esposa, Mary Chadwick Barrett, em 1846, na Bradford Academy, perto de West Newbury, enquanto estudava para se preparar para a universidade. Juntos estudaram astronomia, na qual ela se destacava. Informalmente noivos desde os seus dias em Amherst, casaram-se a 1 de janeiro de 1856, quando já tinham condições financeiras para manter uma casa. Antes do casamento, foi afetada por uma doença. Apesar de várias curas com sucesso variável, o seu estado físico e mental agravou-se até à sua morte em 1887.
Em julho de 1893, Brown casou com Helen Carpenter Gaskin, uma professora de botânica do New York Normal College, which later became Hunter College. Ele estava na casa dos 60 anos; ela era consideravelmente mais nova. Uma notícia de jornal afirmava que a noiva era considerada atraente e encantadora: Não há pouco romance ligado ao seu namoro. Outros descreveram a sua surpresa pelo facto de Brown, ativo em numerosos clubes sociais de elite de Nova Iorque, ter conseguido manter em segredo o casamento iminente. O casal prosseguiu interesses científicos conjuntos, e teve três filhos e uma filha.
Atingido por uma paralisia, Addison Brown morreu na sua casa em Manhattan a 9 de abril de 1913, com 83 anos de idade. Foi sepultado num sarcófago no Woodlawn Cemetery em The Bronx.
O património de Brown foi estimado em 750 000 dólares. Embora a maior parte dos seus legados tenha sido confiada aos filhos, Brown deixou 40 000 dólares a instituições de caridade, principalmente o legado à revista do New York Botanical Garden, e prémios para bolsas de estudo na Universidade de Harvard e no Amherst College. As doações mais pequenas foram para organizações que vão desde o Tuskegee Institute até à West Newbury Library Association.